# Pilão + Raça = Elza
Pilão + Raça = Elza é um álbum de estúdio da cantora e compositora brasileira Elza Soares, lançado em 1977 pela Tapecar e com produção musical de Gerson Alves.

## Antecedentes
Depois de assinar com a Tapecar, Elza Soares já tinha lançado três álbuns: Elza Soares (1974), Nos Braços do Samba (1975) e Lição de Vida (1976), todos produzidos por Ed Lincoln. No entanto, em 1977, ela passou a trabalhar com seu ex-namorado na produção, o radialista Gerson Alves.

## Produção
Com produção musical de Gerson Alves, Pilão + Raça = Elza possui participação do produtor nas composições, assim como Elza Soares. A obra também tem a participação de vários músicos, como Hélio Delmiro (violão), Luizão Maia (baixo) e Golden Boys (vocais).

## Lançamento e recepção
| Críticas profissionais | Críticas profissionais |
| Avaliações da crítica  | Avaliações da crítica  |
| Fonte                  | Avaliação              |
| ---------------------- | ---------------------- |
| Notas Musicais         | [ 4 ]                  |

Pilão + Raça = Elza foi lançado em 1977 pela gravadora Tapecar. Em avaliação negativa com cotação de 2 estrelas de 5, o crítico Mauro Ferreira afirmou que o projeto é o pior de Elza em sua fase na Tapecar, e justificou sua posição ao afirmar que as composições de Gerson Alves, o produtor, são ruins. Ele também afirmou que "nem os arranjos do pianista Gilson Peranzzetta salvaram" as músicas de Gerson, e que Elza "cantou de forma mais convencional [...] sem jamais mostrar o suingue da fase áurea na Odeon".
Em abril de 2021, o álbum foi lançado nas plataformas digitais com distribuição da Deckdisc.

## Faixas
A seguir lista-se as faixas, compositores e durações de cada canção de Pilão + Raça = Elza:
| Lado A |                      |                            |         |  |
| N.º    | Título               | Compositor(es)             | Duração |  |
| 1.     | "Língua de Pilão"    | Elza Soares                | 2:43    |  |
| 2.     | "Enredo de Pirraça"  | Soares Gerson Alves        | 3:37    |  |
| 3.     | "Aldeia Di Okarimbé" | Aloysio Cesar Veneno Naval | 2:00    |  |
| 4.     | "Sombra Confidente"  | Alves                      | 3:41    |  |
| 5.     | "Perdão Vila Isabel" | Soares Alves               | 2:44    |  |
| 6.     | "Perdão Amor"        | Neoci Dias Jorge Aragão    | 3:17    |  |

| Lado B |                         |                                        |         |  |
| N.º    | Título                  | Compositor(es)                         | Duração |  |
| 1.     | "De Pandeiro na Mão"    | João Roberto Kelly                     | 2:35    |  |
| 2.     | "Só Tem Um Jeito Agora" | Roberto Neves                          | 2:50    |  |
| 3.     | "Amor Aventureiro"      | Décio Antonio Carlos Silas de Oliveira | 3:08    |  |
| 4.     | "Compositor"            | Rildo Hora Sérgio Cabral               | 2:17    |  |
| 5.     | "Prezado Amigo"         | Hora Cabral                            | 2:56    |  |
| 6.     | "Só Uma Lágrima"        | Acyr Pimentel                          | 2:41    |  |